# 中塘镇
中塘镇，是中华人民共和国天津市滨海新区下辖的一个乡镇级行政单位。2019年被评为中国文化百强镇。

## 行政区划
中塘镇下辖以下地区：
贵园里社区、黄房子村、大安村、西正河村、十九顷村、张港子村、中塘村、薛卫台村、万家码头村、新房子村、北台村、刘塘庄村、常流庄村、小国庄村、杨柳庄村、南台村、东河筒村、西河筒村、潮宗桥村、西闸村、马圈村、试验场村、赵连庄村、甜水井村、渔业村和中塘工业园区（大港经济开发区）社区。